# Les Demoiselles de Pyongyang
Pour plus de détails, voir Fiche technique et Distribution.
Les Demoiselles de Pyongyang (A State of Mind) est un film documentaire mis en scène par Daniel Gordon en 2004, coproduit par le Royaume-Uni et la Corée du Nord. Le film montre la préparation de deux jeunes gymnastes nord-coréennes à un spectacle de gymnastique, ainsi que leur vie familiale.
Le film permet ainsi de décrire la vie quotidienne à Pyongyang, dans une famille qualifiée par Daniel Gordon d’« ordinaire », selon ses propres termes à l'issue d'une projection du film à Paris, en présence du réalisateur, en avril 2006.
L'auteur avait réalisé auparavant un film, Le Match de leur vie (The Game of Their Lives), consacré à la victoire de la Corée du Nord sur l'Italie lors de la coupe du monde de football de 1966 : pour la première fois, une nation asiatique passait le premier tour d'une phase finale de la coupe du monde de la football, qui plus est en battant un ancien vainqueur de la compétition. Le film a été projeté en Corée du Nord et en Corée du Sud et a reçu le prix du meilleur documentaire sportif de la télévision britannique.